# 陈官彦
陈官彦（？—？），江苏淮阴人，清末民初地方紳士。

## 生平
1909年11月21日，在周实的推動下，旅居南京的淮安籍学生和人士成立了“淮属旅宁同乡恳亲会”，选举陈官彦為會長，吴涑为副会长，周实为书记。該會在江宁县立案注册获得批准。他在辛亥革命期间，曾作为江北都督府都督蒋雁行的代表到上海参加各省都督府代表聯合會会议。民国15年（1926年），他曾任奉贤县知事，同年離任。